# Acanthodelta rothkirchi
Acanthodelta rothkirchi là một loài bướm đêm trong họ Noctuidae.